# Molophilus (Molophilus) yunquensis
Molophilus (Molophilus) yunquensis is een tweevleugelige uit de familie steltmuggen (Limoniidae). De soort komt voor in het Neotropisch gebied.